# Devon Decorte
Devon Findell De Corte (13 mei 2006) is een Belgisch-Amerikaans voetballer die sinds 2023 onder contract ligt bij RSC Anderlecht.

## Clubcarrière
Decorte is de zoon van een Belgische vader afkomstig uit Gent en een Amerikaanse moeder. Zijn ouders leerden elkaar kennen aan de universiteit in de Verenigde Staten. Decorte groeide op in het land van zijn moeder, maar is eveneens in het bezit van de Belgische nationaliteit.
In 2023 ruilde Decorte de jeugdopleiding van Philadelphia Union voor die van RSC Anderlecht. Op 2 februari 2024 maakte Decorte zijn profdebuut in het shirt van RSCA Futures, het beloftenelftal van Anderlecht in Eerste klasse B: tegen SL16 FC mocht hij van trainer Marink Reedijk in de 65e minuut invallen. Een week later kreeg hij een eerste basisplaats tegen RFC Seraing. Decorte wiste een paar minuten voor tijd vanop de strafschopstip de openingsgoal van Marvin Tshibuabua uit. Het leverde de RSCA Futures geen punten op, want een paar minuten later scoorde Tshibuabua een tweede keer.
Decorte, die in z'n debuutseizoen bij de RSCA Futures afklokte op twaalf competitiewedstrijden, ondertekende in juni 2024 een profcontract tot medio 2027 bij Anderlecht.

## Clubstatistieken
| Seizoen         | Club            | Land            | Competitie      | Competitie | Competitie | Beker | Beker | Supercup | Supercup | Europees | Europees | Totaal | Totaal |
| Seizoen         | Club            | Land            | Competitie      | Wed.       | Dlp.       | Wed.  | Dlp.  | Wed.     | Dlp.     | Wed.     | Dlp.     | Wed.   | Dlp.   |
| --------------- | --------------- | --------------- | --------------- | ---------- | ---------- | ----- | ----- | -------- | -------- | -------- | -------- | ------ | ------ |
| 2023/24         | RSCA Futures    | Vlag van België | Eerste klasse B | 12         | 1          | —     | —     | —        | —        | —        | —        | 12     | 1      |
| Carrière totaal | Carrière totaal | Carrière totaal | Carrière totaal | 12         | 1          | 0     | 0     | 0        | 0        | 0        | 0        | 12     | 1      |

Bijgewerkt op 12 juli 2024.

## Interlandcarrière
Aangezien Decorte de dubbele nationaliteit heeft, kan hij zowel uitkomen voor Amerikaans voetbalelftal als het Belgisch voetbalelftal. In maart 2024 ging hij in op de uitnodiging van België –18. Bondscoach Sébastien Pocognoli liet Decorte op 25 maart 2024 opdraven in de oefeninterland tegen Wales. 
33 Vercauteren ·
34 Bouchouari ·
48 Montegnies ·
50 Barry ·
51 Baouf ·
52 Nicaise ·
53 Colassin ·
59 Vergeylen ·
62 Goto ·
63 Vanhoutte ·
64 Masscho ·
65 Engwanda ·
66 Haentjens ·
67 Moutha-Sebtaoui ·
68 Monticelli ·
69 Ure ·
71 Engwanda ·
73 Lapage ·
74 De Cat ·
77 Mendel-Idowu ·
78 Tajaouart ·
79 Maamar ·
80 Decorte ·
81 Diallo ·
83 Degreef ·
Coach: Coen